# رابطة الحد من الأسلحة

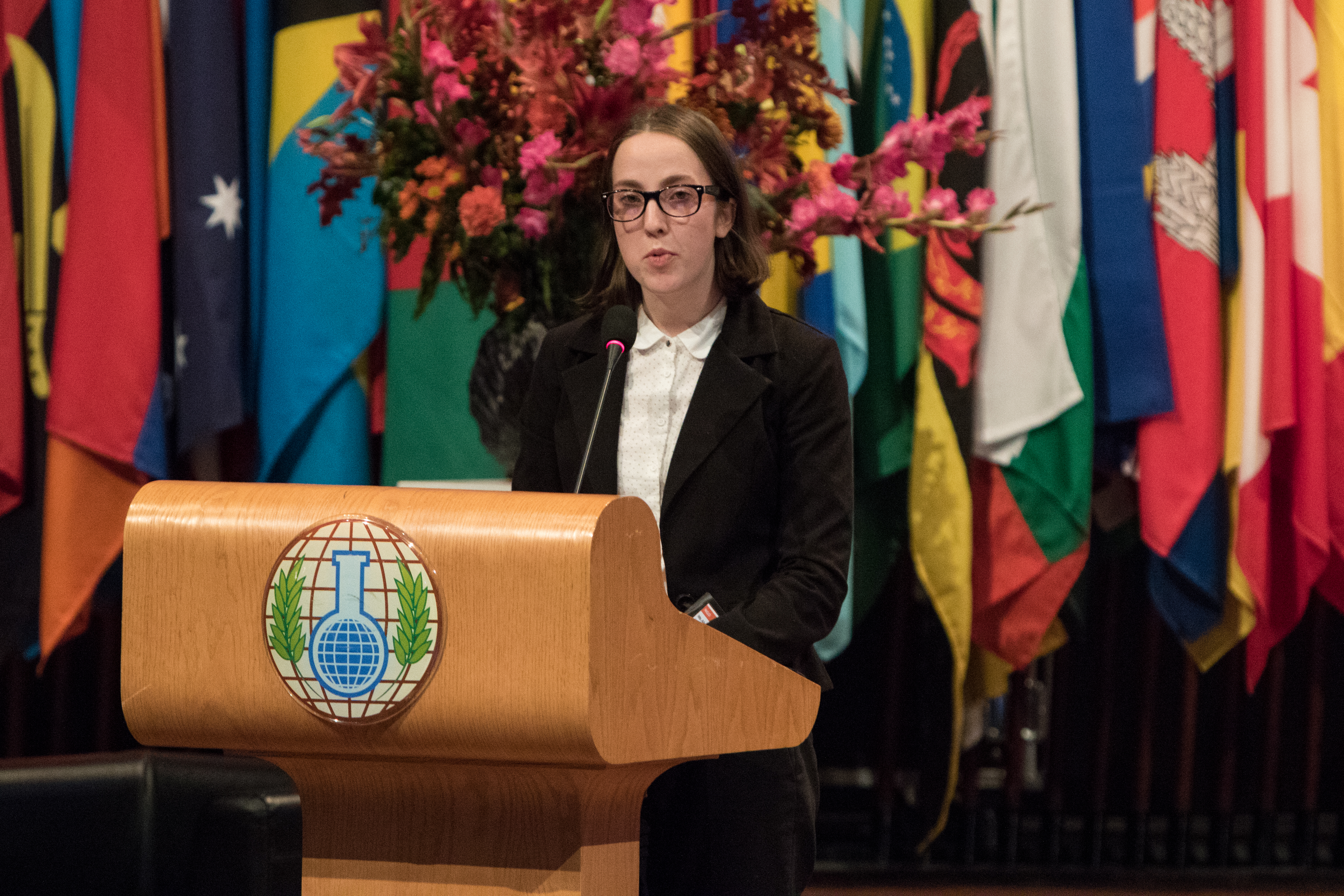
Arms Control Association

رابطة الحد من الأسلحة هي منظمة غير حزبية وطنية مقرها الولايات المتحدة تأسست عام 1971 بهدف زيادة استيعاب العامة لسياسات تحديد الأسلحة ومساندتها. وتشتهر الرابطة بإصدار مجلة التحكم في الأسلحة اليوم (Arms Control Today).

## المشروعات
من خلال برامجها الإعلامية والتثقيفية العامة ومدونتها Arms Control Now (التحكم في الأسلحة اليوم) ومجلتها التحكم في الأسلحة اليوم (ACT)، تقدم رابطة الحد من الأسلحة لصانعي القرار والصحافة والجمهور المهتم معلومات موثوقة وتحليل وتعليقات على مقترحات الحد من الأسلحة والمفاوضات والاتفاقيات ومسائل الأمن القومي ذات الصلة. وبالإضافة إلى التقارير الصحفية المنتظمة، تجري رابطة الحد من الأسلحة تطورات كبيرة في مجال الحد من الأسلحة ويقدم فريق الرابطة تعليقات وتحليلاً على مجموعة متنوعة من القضايا للصحفيين والباحثين في كل من الولايات المتحدة وخارجها.

## فريق العمل والتمويل
يدعم رابطة الحد من الأسلحة منح مالية مقدمة من بلاوشيرز فاند (Ploughshares Fund) ومؤسسة جون دي وكاثرين تي ماك آرثر (John D. and Catherine T. MacArthur Foundation) ومؤسسة كارنغي في نيويورك (Carnegie Corporation of New York) و مؤسسة كولومب (Colombe Foundation) ومؤسسة نيولاند (New Land Foundation) و مؤسسة بروسبكت هيل (Prospect Hill Foundation) وصندوق ستيوارت آر موت الخيري (Stewart R. Mott Charitable Trust) ومؤسسة وليام وفلورا هيوليت (William and Flora Hewlett Foundation). ويتضمن فريق عملها:
- داريل كيمبل - مدير تنفيذي[8][9][10]
- جيف أبرامسون[11] - نائب مدير
- توم زيد كولينا[12][13][14] - مدير بحوث
- [غريغ تيلمان[15][16] - عضو بارز
- بيتر كريل[17][18][19] - محلل بحوث
- دانيل هورنر - محرر في مجلة التحكم في الأسلحة اليوم

## وصلات خارجية
- Arms Control Association موقع رسمي

صفحة *Arms Control Today
مدونة *Arms Control Now